# Xingyi, Chongqing
Xingyi (kinesiska: 兴义) är en köping i sydvästra Kina. Den ligger i Fengdu härad i storstadsområdet Chongqing,  omkring 130 kilometer öster om det centrala stadsdistriktet Yuzhong. Antalet invånare är 30 629. Befolkningen består av 15 179 kvinnor och 15 450 män. Barn under 15 år utgör 21,0 %, vuxna 15-64 år 64 %, och äldre över 65 år 13,0 %.